# Wahlkreis Dresden 2 (seit 2024)
Der Wahlkreis Dresden 2 ist der Wahlkreis Nr. 41 bei den Wahlen zum Sächsischen Landtag. Er ist einer von acht Dresdner Wahlkreisen und umfasst den gesamten Stadtbezirk Neustadt sowie vom Stadtbezirk Altstadt die Stadtteile Johannstadt-Nord und Johannstadt-Süd.
Dieser Wahlkreis wurde im Zuge der Wahlkreisanpassung 2023 aus Teilen der bisherigen Wahlkreise Dresden 1 und Dresden 5 gebildet. Der vorherige Wahlkreis Dresden 2 wurde zugleich auf andere Wahlkreise aufgeteilt.

## Wahl 2024
Vorläufiges Ergebnis der Landtagswahl 2024 im Wahlkreis Dresden 2:
| Direktkandidat   | Partei              | Erststimmen in % | Zweitstimmen in % |
| ---------------- | ------------------- | ---------------- | ----------------- |
| Barbara Oehlke   | CDU                 | 20,7             | 23,8              |
| Andreas Harlaß   | AfD                 | 13,3             | 12,8              |
| Anja Stephan     | Die Linke           | 8,1              | 11,4              |
| Thomas Löser     | GRÜNE               | 36,4             | 21,4              |
| Sophie Koch      | SPD                 | 8,2              | 14,7              |
| Carl Gruner      | FDP                 | 1,1              | 1,2               |
| Stefan Schneider | Freie Wähler        | 0,9              | 0,6               |
| –                | Die Partei          |                  | 1,8               |
| –                | Piraten             |                  | 1,1               |
| –                | ÖDP                 |                  | 0,2               |
| Boris Heider     | BüSo                | 0,2              | 0,1               |
| –                | Tierschutz hier!    |                  | 0,6               |
| –                | dieBasis            |                  | 0,2               |
| –                | Bündnis C           |                  | 0,1               |
| –                | Bündnis Deutschland |                  | 0,2               |
| Ulrike Rothe     | BSW                 | 9,0              | 8,5               |
| Katja Kaiser     | Freie Sachsen       | 0,3              | 0,8               |
| –                | V-Partei3           |                  | 0,3               |
| –                | WU                  |                  | 0,2               |
| Hendrik Dietrich | Team Zastrow        | 2,0              |                   |